# O Valadouro
O Valadouro is een gemeente in de Spaanse provincie Lugo in de regio Galicië met een oppervlakte van 111 km². O Valadouro telt 2.016 inwoners (1 januari 2016).